# Bernardo Alcalde y Meríno
Bernardo Alacalde y Meríno, surnommé « El Estudiante de Falces » ou « El Licenciado de Falces », né à Falces (Navarre) est un matador espagnol dont on sait peu de choses.

## Présentation
Il est surtout connu par la gravure 14 de La Tauromaquia de Francisco de Goya intitulée : El diestrissimo estudiante de Falzes embozado burla al toro con sus quiebros.
La famille noble de Don Bernardo souhaitait que le jeune homme fasse des études. Ce qu'il a fait jusqu'au niveau de la licence, d'où le surnom de « Licenciado de Falces ». Il reste peu de traces de son toreo qui était audacieux selon les récits d'époque : « il sautait par-dessus le taureau et se montrait fort élégant à la cape ». Mais il y a peu de traces de son nom dans les cartels madrilènes. Il semble avoir surtout toréé en Navarre.